# Liste des titres musicaux numéro un au Royaume-Uni en 1999
Cette page liste les titres classés no 1 des ventes de disques au Royaume-Uni pour l'année 1999 selon The Official Charts Company.
Les classements hebdomadaires prennent en compte les ventes physiques et sont issus des 100 meilleures ventes de singles (UK Singles Chart) et des 100 meilleures ventes d'albums (UK Albums Chart). Ils sont dévoilés le dimanche.

## Classement des singles
| №  | Date         | Artiste                                   | Titre                                | Référence |
| -- | ------------ | ----------------------------------------- | ------------------------------------ | --------- |
| 1  | 3 janvier    | Steps                                     | Heartbeat / Tragedy                  |           |
| 2  | 10 janvier   | Fatboy Slim                               | Praise You                           |           |
| 3  | 17 janvier   | 911 (en)                                  | A Little Bit More                    |           |
| 4  | 24 janvier   | The Offspring                             | Pretty Fly (for a White Guy)         |           |
| 5  | 31 janvier   | Armand van Helden feat. Duane Harden (en) | U Don't Know Me                      |           |
| 6  | 7 février    | Blondie                                   | Maria                                |           |
| 7  | 14 février   | Lenny Kravitz                             | Fly Away                             |           |
| 8  | 21 février   | Britney Spears                            | ...Baby One More Time                |           |
| 9  | 28 février   | Britney Spears                            | ...Baby One More Time                |           |
| 10 | 7 mars       | Boyzone                                   | When the Going Gets Tough            |           |
| 11 | 14 mars      | Boyzone                                   | When the Going Gets Tough            |           |
| 12 | 21 mars      | B*Witched                                 | Blame It on the Weathermen           |           |
| 13 | 28 mars      | Mr. Oizo                                  | Flat Beat                            |           |
| 14 | 4 avril      | Mr. Oizo                                  | Flat Beat                            |           |
| 15 | 11 avril     | Martine McCutcheon                        | Perfect Moment                       |           |
| 16 | 18 avril     | Martine McCutcheon                        | Perfect Moment                       |           |
| 17 | 25 avril     | Westlife                                  | Swear It Again                       |           |
| 18 | 2 mai        | Westlife                                  | Swear It Again                       |           |
| 19 | 9 mai        | Backstreet Boys                           | I Want It That Way                   |           |
| 20 | 16 mai       | Boyzone                                   | You Needed Me                        |           |
| 21 | 23 mai       | Shanks & Bigfoot (en)                     | Sweet Like Chocolate                 |           |
| 22 | 30 mai       | Shanks & Bigfoot (en)                     | Sweet Like Chocolate                 |           |
| 23 | 6 juin       | Baz Luhrmann                              | Everybody's Free (To Wear Sunscreen) |           |
| 24 | 13 juin      | S Club 7                                  | Bring It All Back                    |           |
| 25 | 20 juin      | Vengaboys                                 | Boom, Boom, Boom, Boom!!             |           |
| 26 | 27 juin      | ATB                                       | 9 PM (Till I Come)                   |           |
| 27 | 4 juillet    | ATB                                       | 9 PM (Till I Come)                   |           |
| 28 | 11 juillet   | Ricky Martin                              | Livin' La Vida Loca                  |           |
| 29 | 18 juillet   | Ricky Martin                              | Livin' La Vida Loca                  |           |
| 30 | 25 juillet   | Ricky Martin                              | Livin' La Vida Loca                  |           |
| 31 | 1er août     | Ronan Keating                             | When You Say Nothing At All          |           |
| 32 | 8 août       | Ronan Keating                             | When You Say Nothing At All          |           |
| 33 | 15 août      | Westlife                                  | If I Let You Go                      |           |
| 34 | 22 août      | Geri Halliwell                            | Mi Chico Latino                      |           |
| 35 | 29 août      | Lou Bega                                  | Mambo No. 5                          |           |
| 36 | 5 septembre  | Lou Bega                                  | Mambo No. 5                          |           |
| 37 | 12 septembre | Vengaboys                                 | We're Going to Ibiza                 |           |
| 38 | 19 septembre | Eiffel 65                                 | Blue (Da Ba Dee)                     |           |
| 39 | 26 septembre | Eiffel 65                                 | Blue (Da Ba Dee)                     |           |
| 40 | 3 octobre    | Eiffel 65                                 | Blue (Da Ba Dee)                     |           |
| 41 | 10 octobre   | Christina Aguilera                        | Genie in a Bottle                    |           |
| 42 | 17 octobre   | Christina Aguilera                        | Genie in a Bottle                    |           |
| 43 | 24 octobre   | Westlife                                  | Flying Without Wings                 |           |
| 44 | 31 octobre   | Five                                      | Keep on Movin'                       |           |
| 45 | 7 novembre   | Geri Halliwell                            | Lift Me Up                           |           |
| 46 | 14 novembre  | Robbie Williams                           | She's the One / It's Only Us         |           |
| 47 | 21 novembre  | Wamdue Project                            | King of My Castle                    |           |
| 48 | 28 novembre  | Cliff Richard                             | The Millennium Prayer                |           |
| 49 | 5 décembre   | Cliff Richard                             | The Millennium Prayer                |           |
| 50 | 12 décembre  | Cliff Richard                             | The Millennium Prayer                |           |
| 51 | 19 décembre  | Westlife                                  | I Have a Dream / Seasons in the Sun  |           |
| 52 | 26 décembre  | Westlife                                  | I Have a Dream / Seasons in the Sun  |           |

## Classement des albums
| №  | Date         | Artiste               | Titre                                          | Référence |
| -- | ------------ | --------------------- | ---------------------------------------------- | --------- |
| 1  | 3 janvier    | George Michael        | Ladies & Gentlemen: The Best of George Michael |           |
| 2  | 10 janvier   | Robbie Williams       | I've Been Expecting You                        |           |
| 3  | 17 janvier   | Fatboy Slim           | You've Come a Long Way, Baby                   |           |
| 4  | 24 janvier   | Fatboy Slim           | You've Come a Long Way, Baby                   |           |
| 5  | 31 janvier   | Fatboy Slim           | You've Come a Long Way, Baby                   |           |
| 6  | 7 février    | Fatboy Slim           | You've Come a Long Way, Baby                   |           |
| 7  | 14 février   | Robbie Williams       | I've Been Expecting You                        |           |
| 8  | 21 février   | The Corrs             | Talk on Corners                                |           |
| 9  | 28 février   | The Corrs             | Talk on Corners                                |           |
| 10 | 7 mars       | The Corrs             | Talk on Corners                                |           |
| 11 | 14 mars      | Stereophonics         | Performance and Cocktails                      |           |
| 12 | 21 mars      | Blur                  | 13                                             |           |
| 13 | 28 mars      | Blur                  | 13                                             |           |
| 14 | 4 avril      | The Corrs             | Talk on Corners                                |           |
| 15 | 11 avril     | ABBA                  | ABBA Gold - Greatest Hits                      |           |
| 16 | 18 avril     | Catatonia             | Equally Cursed and Blessed                     |           |
| 17 | 25 avril     | ABBA                  | ABBA Gold - Greatest Hits                      |           |
| 18 | 2 mai        | ABBA                  | ABBA Gold - Greatest Hits                      |           |
| 19 | 9 mai        | Suede                 | Head Music                                     |           |
| 20 | 16 mai       | Texas                 | The Hush                                       |           |
| 21 | 23 mai       | ABBA                  | ABBA Gold - Greatest Hits                      |           |
| 22 | 30 mai       | ABBA                  | ABBA Gold - Greatest Hits                      |           |
| 23 | 6 juin       | Boyzone               | By Request                                     |           |
| 24 | 13 juin      | Boyzone               | By Request                                     |           |
| 25 | 20 juin      | Jamiroquai            | Synkronized                                    |           |
| 26 | 27 juin      | The Chemical Brothers | Surrender                                      |           |
| 27 | 4 juillet    | Boyzone               | By Request                                     |           |
| 28 | 11 juillet   | Boyzone               | By Request                                     |           |
| 29 | 18 juillet   | Boyzone               | By Request                                     |           |
| 30 | 25 juillet   | Boyzone               | By Request                                     |           |
| 31 | 1er août     | Boyzone               | By Request                                     |           |
| 32 | 8 août       | Boyzone               | By Request                                     |           |
| 33 | 15 août      | Boyzone               | By Request                                     |           |
| 34 | 22 août      | Travis                | The Man Who                                    |           |
| 35 | 29 août      | Travis                | The Man Who                                    |           |
| 36 | 5 septembre  | Shania Twain          | Come on Over                                   |           |
| 37 | 12 septembre | Shania Twain          | Come on Over                                   |           |
| 38 | 19 septembre | Shania Twain          | Come on Over                                   |           |
| 39 | 26 septembre | Leftfield             | Rhythm and Stealth                             |           |
| 40 | 3 octobre    | Tom Jones             | Reload                                         |           |
| 41 | 10 octobre   | Shania Twain          | Come on Over                                   |           |
| 42 | 17 octobre   | Shania Twain          | Come on Over                                   |           |
| 43 | 24 octobre   | Shania Twain          | Come on Over                                   |           |
| 44 | 31 octobre   | Steps                 | Steptacular                                    |           |
| 45 | 7 novembre   | Steps                 | Steptacular                                    |           |
| 46 | 14 novembre  | Steps                 | Steptacular                                    |           |
| 47 | 21 novembre  | Céline Dion           | All The Way... A Decade of Song                |           |
| 48 | 28 novembre  | Steps                 | Steptacular                                    |           |
| 49 | 5 décembre   | Shania Twain          | Come on Over                                   |           |
| 50 | 12 décembre  | Shania Twain          | Come on Over                                   |           |
| 51 | 19 décembre  | Shania Twain          | Come on Over                                   |           |
| 52 | 26 décembre  | Shania Twain          | Come on Over                                   |           |

## Meilleures ventes de l'année
Avec 1 450 000 exemplaires écoulés de ...Baby One More Time, Britney Spears réalise la meilleure vente de singles de l'année, devant le groupe de dance italien Eiffel 65 et son tube Blue (Da Ba Dee) qui s'est vendu 956 000 fois. La troisième marche du podium est occupée par Cliff Richard avec The Millennium Prayer, il est suivi par Lou Bega et sa version de Mambo No. 5, écoulée à 850 000 exemplaires, et par le DJ allemand ATB qui a trouvé 791 000 acheteurs de son titre 9 PM (Till I Come). 
| Singles | Albums |
| --- | --- |
| 1. Britney Spears – ...Baby One More Time 2. Eiffel 65 - Blue (Da Ba Dee) 3. Cliff Richard – The Millennium Prayer 4. Lou Bega - Mambo No. 5 5. ATB - 9 PM (Till I Come) 6. Ricky Martin - Livin' La Vida Loca 7. Shania Twain - That Don't Impress Me Much 8. Shanks & Bigfoot - Sweet Like Chocolate 9. Mr. Oizo - Flat Beat 10. Boyzone – When the Going Gets Tough | 1. Shania Twain – Come on Over 2. Boyzone - By Request 3. Travis - The Man Who 4. ABBA - ABBA Gold - Greatest Hits 5. Stereophonics - Performance and Cocktails 6. Robbie Williams - I've Been Expecting You 7. Steps - Steptacular 8. The Corrs - Talk on Corners 9. Westlife - Westlife 10. Macy Gray - On How Life Is |